# مارتن كنوتزن
مارتن كنوتزن (14 ديسمبر 1713 - 29 يناير 1751) كان فيلسوفًا ألمانيًا ، و أحد أتباع كريستيان فولف ومعلمًا لإيمانويل كانط ، والذي قدم إليه فيزياء إسحاق نيوتن .